# Шакури, Мухаммаджон
Мухаммаджон Шакури Бухараи (тадж. Муҳаммадҷони Шакурии Бухороӣ, рус. Мухаммад Шарифович Шукуров; 1925, Бухара, УзССР, СССР — 16 сентября 2012, Душанбе, Таджикистан) — таджикский ученый, филолог, литературный критик, языковед, историк, публицист. Исследователь современной таджикской литературы. Автор 50 книг и более 500 статей. Отец историка Р. М. Шукурова

## Биография
Шакури родился в 1925 году в Бухаре, откуда в 1939 году переехал в Сталинабад (ныне Душанбе). Шакури был младшим сыном Шарифджан Махдума Садри Зиё (1865—1932), бухарского шариатского судьи, короткое время в 1917 г. занимавшего пост Верховного судьи  Бухарского эмирата. Садри Зиё погиб в советской тюрьме в 1932 г., вслед за ним в 1933 г. скончалась мать Мухаммаджона Шакури Мусаббиха, внучка известного таджикского интеллектуала Абулфазла Сирата Балхи. Окончив среднюю школу в Сталинабаде (Душанбе), Мухаммаджон Шакури поступил в 1941 г. в Сталинабадский педагогический институт, который окончил с отличием в 1945 г. С 1951 г. он работал в Институте языка и литературы им. Рудаки АН Таджикистана, где занимался историей советской таджикской литературы. С этих пор его научная биография была связана с Академией наук Таджикистана. Кандидатская (1955) и докторская (1971) диссертации по таджикской филологии были им защищены в Москве в Институте мировой литературы АН СССР. В 1981 г. он был избран чл.-корр. АН Таджикистана, а в 1987 г. — академиком АН Таджикистана. Скончался 16 сентября 2012 года в Душанбе после продолжительной болезни.

## Труды
Мухаммаджон Шакури был чрезвычайно многосторонним и плодовитым автором. К наиболее значимым его работам, созданным до конца 1980-х гг., относится серия монографий на таджикском и русском языках об эволюции таджикской прозы советского периода, ставшие классическими для современной таджикской науки исследования по культуре речи, а также объемный «Словарь таджикского языка» (М., «Советская энциклопедия», 1969), переизданный позже в Иране и признанный одним из наиболее значимых достижений таджикской гуманитарной науки XX в., в подготовке которого он сыграл ключевую роль. В конце 1980-х и начале 1990-х гг. начинается новый период в биографии Мухаммаджона Шакури. Ему принадлежит авторство проекта «Закона о таджикском языке», ратифицированного Верховным Советом Таджикской ССР 22 июля 1989 г. Именно в этот период он разрабатывает проблемы исторических судеб таджиков, важным результатом чего явилась книга «Хуросон аст инчо» («Тут — Хорасан»), существенно повлиявшая на последующую таджикскую историографию и публицистику. Вместе с тем, именно в 1990-х гг., после многочисленных поездок в Иран и установления интенсивных связей с иранскими коллегами, Мухаммаджон Шакури получает в Иране широкую известность и признание. Он избирается действительным членом иранской Академии персидского языка и литературы (فرهنگستان زبان و ادب فارسی), а в 2006 г. причисляется к «Бессмертным» культуры Ирана (چهره‌های ماندگار ایران).

## Взгляды
Шакури высказывался против реформы таджикского алфавита, проводившейся в 2010 году.